# Maya Dodson
Maya Dodson (ur. 16 lutego 1999 w Huntington) – amerykańska koszykarka, występująca na pozycji środkowej, od 2023 zawodniczka Lointek Gernika Bizkaia.
W 2017 wystąpiła w meczach gwiazd amerykańskich szkół średnich McDonald’s All-American i Jordan Brand Classic. Została też wybrana najlepszą koszykarką szkół średnich stanu Georgia (2017 Georgia USA Today Player of the Year). Zaliczono ją także do składów WBCA High School Coaches’ All-American i Naismith High School Girls’ Third Team All-American.
2 czerwca 2022 została zawodniczką ENEI AZS Politechniki Poznań. 4 lutego 2023 zawarła umowę z Minnesotą Lynx na czas obozu treningowego. 8 czerwca 2023 dołączyła do hiszpańskiej drużyny Lointek Gernika Bizkaia.

## Osiągnięcia
Stan na 25 lutego 2024, na podstawie, o ile nie zaznaczono inaczej.

### NCAA
- Uczestniczka rozgrywek:
  - Elite 8 turnieju NCAA (2019)
  - Sweet 16 turnieju NCAA (2018, 2019, 2022)
- Mistrzyni turnieju konferencji Pacific-12 (Pac-12 – 2019)
- Wicemistrzyni:
  - sezonu regularnego Pac-12 (2018, 2019)
  - turnieju Pac-12 (2018, 2020)
- Zaliczona do:
  - I składu defensywnego ACC (2022)
  - II składu:
    - ACC (2022)
    - turnieju Daytona Beach Invitational (2021)

  - składu:
    - honorable mention:
      - All-America (2022 przez WBCA)
      - Pac-12 All-Academic (2019)

    - Pac-12 Academic Honor Roll (2020)
- Koszykarka kolejki konferencji ACC (27.12.2021)
- Liderka ACC w:
  - średniej bloków (2022 – 2,8)
  - liczbie:
    - bloków (2022 – 91)
    - zbiórek w ataku (2022 – 115)

### Indywidualne
- Zaliczona do I składu kolejki EBLK (5, 14, 15 – 2022/2023)[7][8][9]

### Reprezentacja
- Brązowa medalistka mistrzostw świata U–17 (2016)[10]